# Goście (serial telewizyjny 1983)
Goście (cz. Návštěvníci) – czechosłowacki serial science-fiction z roku 1983. Jego twórcami byli Jindřich Polák i Ota Hofman. Serial liczył 15 odcinków.

## Fabuła
W XXV wieku ludzkość żyje w całkowitym pokoju i harmonii. Jednak w roku 2484 potężny komputer zwany CML (Centralny Mózg Ludzkości) wykrywa, że Ziemi grozi zagłada spowodowana przez lecącą w jej stronę potężną kometę. Podczas zebrania Rady Ziemi profesor historii Filip wpada na pomysł posłużenia się notatkami genialnego matematyka z przełomu XX i XXI wieku - Adama Bernaua, który jest twórcą teorii o przesunięciu kontynentów. Celem wyprawy w przeszłość do roku 1984 jest odzyskanie zaginionego zeszytu z dzieciństwa Bernaua, w którym zapisał podstawy swego dzieła. Filip sądzi, że w tamtych notatkach znajdował się wzór, który uratowałby ludzkość. W swoich wspomnieniach Bernau napisał, że zeszyt ten spłonął w pożarze jego domu w mieście Kamenice, jednak do końca nigdy nie był tego pewny. Do pomocy Filipowi w ekspedycji CML wybiera jego studentkę - pacyfistycznie nastawioną zoolingwistkę Emilię Fernandez, lekarza-kobieciarza Jacques’a Michella oraz prosto myślącego technika Leo Kane’a. Czwórka członków wyprawy kryptonim „Adam 84” otrzymuje nowe tożsamości jako grupka czeskich geodetów - Jan Richard, Káťa Jandová, Michal Noll i Emil Karas. Podczas swej podróży grupa napotyka się na różne problemy i zabawne sytuacje, a także poznaje zwyczaje życia w małym miasteczku w komunistycznej Czechosłowacji. Okazuje się też, że poszukiwany naukowiec w swym dzieciństwie znacznie odbiegał od modelu stereotypowego, wzorowego ucznia, zaś jego wielki nauczyciel, samotny staruszek Alois Drchlik jest równie nietuzinkową osobistością.

## Obsada
- Profesor Filip/Jan Richard: Josef Bláha
- Leo Kane/Emil Karas: Josef Dvořák
- Emilia Fernandez/Káťa Jandová: Dagmar Patrasová
- Dr Jacques Michell/Michal Noll: Jiří Datel Novotný
- Adam Bernau: Viktor Král
- Alice Bernauová: Dagmar Havlová
- Karel Bernau: Evžen Jegorov
- Ali Lábusová: Klára Pollertová
- Alois Drahoslav Drchlik: Vlastimil Brodský
- Petr Malát: Jan Hartl
- Heli: Jitka Molavcová
- Eda: Jiří Kodet

## Lista odcinków
1. Ziemia w roku 2484 (Země roku 2484)
2. Wyprawa w przeszłość (Výprava do minula)
3. Goście nadchodzą (Návštěvníci přicházejí)
4. Akcja Zeszyt nr 1 (Akce: sešit 1)
5. Działajmy dyskretnie (Hlavně nenápadně)
6. Tajemnica wielkiego nauczyciela (Tajemství velkého učitele)
7. Karuzela o północy (Půlnoční kolotoč)
8. Geniusz w lochu (Génius v hladomorně)
9. Solo dla Gości (Sólo pro Návštěvníky)
10. Stan zagrożenia (Stav nouze)
11. Nim nadejdzie jutro (Stane se zítra)
12. Pieniądze prosto z nieba (Peníze z hvězd)
13. Dekonspiracja (Prozrazení)
14. Potop (Po nás potopa)
15. Powrót do przyszłości (Návrat do budoucnosti)